# USS Rudyerd Bay (CVE-81)
USS Rudyerd Bay (CVE-81) là một tàu sân bay hộ tống lớp Casablanca được Hải quân Hoa Kỳ chế tạo trong Chiến tranh Thế giới thứ hai. Nó đã hoạt động cho đến hết Thế Chiến II, xuất biên chế năm 1946 và bị bán để tháo dỡ năm 1960. Rudyerd Bay được tặng thưởng năm Ngôi sao Chiến trận do thành tích phục vụ trong Thế Chiến II.

## Thiết kế và chế tạo
Rudyerd Bay được đặt lườn vào ngày 24 tháng 10 năm 1943 tại Xưởng tàu Vancouver của hãng Kaiser Company, Inc. ở Vancouver, Washington. Nó được hạ thủy vào ngày 12 tháng 1 năm 1944; được đỡ đầu bởi bà Scott E. Peck; và được Hải quân sở hữu và nhập biên chế vào ngày 25 tháng 2 năm 1944 dưới quyền chỉ huy của Hạm trưởng, Đại tá Hải quân C. S. Smiley.

## Lịch sử hoạt động
Sau khi chạy thử máy ngoài khơi bờ biển California, Rudyerd Bay làm nhiệm vụ vận chuyển máy bay đến Espiritu Santo trong tháng 4 và tháng 5 năm 1944, trước khi chuyển sang huấn luyện thực tập chuẩn nhận phi công tàu sân bay ngoài khơi California cho đến tháng 7. Nó lại thực hiện một chuyến vận chuyển chuyển máy bay khác đến Majuro từ ngày ngày 20 tháng 7 đến ngày 26 tháng 7, được tàu khu trục hộ tống O'Flaherty (DE-340) tháp tùng. Sau khi quay trở về, nó đón lên tàu Liên đội Hỗn hợp VC-77, rồi khởi hành vào ngày 8 tháng 8 để đi sang phía Tây. Chiếc tàu sân bay gia nhập Đội đặc nhiệm 30.8, đội tiếp liệu cho lực lượng đặc nhiệm tàu sân bay nhanh, tại Eniwetok, rồi cùng đơn vị này đi đến Manus vào ngày 31 tháng 8.
Vào đầu tháng 9, nó bảo vệ cho đội tiếp liệu trong khi Đệ Tam hạm đội hỗ trợ cho cuộc đổ bộ lên quần đảo Palau. Sang tháng 10, nó làm nhiệm vụ tương tự khi bắt đầu các cuộc tấn công lên quần đảo Philippines. Vào ngày 18 tháng 10, nó đón lên tàu thủy thủ đoàn của tàu tuần dương hạng nhẹ Houston (CL-81) sau khi chiếc này hư hại do trúng ngư lôi phóng từ máy bay, và đưa họ đến Ulithi. Các hoạt động hỗ trợ tiếp liệu được tiếp nối từ tháng 11 cho đến hết năm 1944.
Vào ngày 29 tháng 12, Rudyerd Bay cùng tàu sân bay chị em Nehenta Bay (CVE-74), các tàu chở dầu và các tàu khác đã rời Ulithi làm nhiệm vụ tại khu vực biển Philippine cho đến ngày 10 tháng 1 năm 1945. Đội tiếp liệu này chuyển sang hoạt động tại Biển Đông khi các tàu sân bay nhanh tiếp tục hỗ trợ cho cuộc đổ bộ lên vịnh Lingayen, không kích tàu bè và cơ sở đối phương suốt từ Đông Dương thuộc Pháp cho đến Đài Loan. Đến ngày 22 tháng 1, họ rút lui qua ngã biển Sulu, biển Mindanao và vịnh Leyte để quay trở về Ulithi. Chiếc tàu sân bay ở lại Ulithi cho đến ngày 10 tháng 2, khi nó đi đến để chuẩn bị cho cuộc tấn công đổ bộ tiếp theo lên Iwo Jima. Nó rời khu vực quần đảo Mariana trong thành phần Đội đặc nhiệm 51.17, và hỗ trợ trên không bảo vệ các tàu chở quân trên đường đi đến quần đảo Volcano từ ngày 16 đến ngày 18 tháng 2. Nó gia nhập Đội đặc nhiệm 52.2 vào ngày 18 tháng 2, và từ đó cho đến ngày 8 tháng 3 đã hoạt động tại vùng biển phía Đông Iwo Jima, nơi Liên đội không lực hỗn hợp thực hiện các phi vụ hỗ trợ mặt đất và tuần tra chống tàu ngầm tại vùng biển phụ cận.
Rudyerd Bay quay trở về Ulithi để tiếp liệu và nghỉ ngơi từ ngày 11 đến ngày 20 tháng 3, và với Liên đội hỗn hợp VC-96 trên tàu, nó lên đường đi quần đảo Ryūkyū trong thành phần Đơn vị Đặc nhiệm 52.1.2 vào ngày 21 tháng 3. Vào ngày 25 tháng 3, chiếc tàu sân bay hoạt động từ vị trí cách 60 mi (97 km) về phía Nam Okinawa, bắt đầu tung ra các cuộc không kích xuống vị trí đối phương tại Kerama Retto và chính Okinawa. Liên đội VC-96 đã thực hiện các phi vụ hỗ trợ hàng ngày, ngoại trừ các ngày 1 và 8 tháng 4, cho đến ngày 17 tháng 4; và trong các ngày 13, 14 và 15 tháng 4, mục tiêu của chúng được chuyển từ Okinawa Gunto đến Sakishima Gunto. Vào ngày 17 tháng 4, chiếc tàu sân bay được điều sang Đội đặc nhiệm 50.8, và trong mười ngày tiếp theo nó đã hoạt động hỗ trợ trên không cho đơn vị này, trước khi quay lại Đội đặc nhiệm 52.1, tiếp nối nhiệm vụ hỗ trợ lực lượng đang chiến đấu trên bờ. Sang ngày 8 tháng 5, nó lại được điều sang Đội đặc nhiệm 50.8, và hoạt động bảo vệ cho đến khi rút lui khỏi khu vực Ryūkyū vào ngày 20 tháng 5. Cho đến lúc đó, Liên đội VC-96 đã thực hiện tổng cộng 1.257 phi vụ hỗ trợ cho chiến dịch Okinawa.
Rudyerd Bay đi đến Guam vào ngày 23 tháng 5, nơi Liên đội Hỗn hợp VC-96 rời tàu, và nó tiếp nhận Liên đội Hỗn hợp VC-85 như hành khách để vận chuyển trở về Hoa Kỳ. Đến cuối tháng 7, con tàu hoàn tất việc sửa chữa và đại tu, được phân nhiệm vụ vận chuyển máy bay. Nó rời Alameda, California vào ngày 1 tháng 8 để đi sang quần đảo Marshall, và nhận được tin tức về việc Nhật Bản đầu hàng kết thúc cuộc xung đột trên đường đi. Nó chuyển giao hành khách và hàng hóa tại Eniwetok, rồi tiếp tục hành trình đi Ulithi và Philippines. Con tàu đưa Liên đội Hỗn hợp VC-33 đi đến Okinawa, rồi đón lên tàu một liên đội không lực khác để vận chuyển trở về Hoa Kỳ.
Rudyerd Bay về đến San Francisco vào ngày 8 tháng 10, được sửa chữa và cải biến để chở hành khách, rồi tham gia Chiến dịch Magic Carpet để hồi hương những cựu quân nhân phục vụ ở nước ngoài. Nó hoàn tất chuyến đi vượt Thái Bình Dương cuối cùng vào ngày 23 tháng 1 năm 1946, rời khu vực California vảo ngày 18 tháng 2 để đi sang vùng bờ Đông. Băng qua kênh đào Panama vào ngày 28 tháng 2, nó chất dỡ máy bay khỏi tàu tại Jacksonville, Florida vào đầu tháng 3, và tiếp tục đi đến Boston, Massachusetts để chuẩn bị ngừng hoạt động.
Rudyerd Bay được cho xuất biên chế vào ngày 11 tháng 6 năm 1946 và được đưa về Hạm đội Dự bị Đại Tây Dương, neo đậu tại Boston. Đang khi nằm trong thành phần dự bị, nó được xếp lại lớp thành CVU-81 vào ngày 12 tháng 6 năm 1955, rồi thành AKV-29 vào năm 1959. Tên nó được cho rút khỏi danh sách Đăng bạ Hải quân vào ngày 1 tháng 8 năm 1959; và con tàu bị bán cho hãng Cantieri Navali Santa Maria tại Genoa, Ý vào tháng 1 năm 1960 để tháo dỡ.

## Phần thưởng
Rudyerd Bay được tặng thưởng năm Ngôi sao Chiến trận do thành tích phục vụ trong Thế Chiến II.